# Herzi Halevi
Herzl "Herzi" Halevi (Hebreiska: הרצל "הרצי" הלוי), född 17 december 1967 i Jerusalem, är den israeliska militärens försvarschef sedan 16 januari 2023. Han mönstrade 1985 som fallskärmsjägare, och har sedan dess gjort karriär inom israels försvarsmakt. Han har haft flera ledande roller, däribland som befälhavare för specialstyrkan Sayeret Matkal, kommendör för det södra kommandot, samt chef för den militära underrättelsetjänsten.
Halevi har deltagit i planerandet och utförandet av flera militära insatser under sin karriär, men internationellt har han framför allt uppmärksammats för sin roll i kriget mellan Hamas och Israel, då han var arméns högsta chef. 
Halevi är ortodox jude. Han är gift med sin hustru Sharon och har fyra barn, som han bor med i K'far HaOranim på Västbanken.